# スタニスワフ・ヴィスウォツキ
スタニスワフ・ヴィスウォツキ（ポーランド語: Stanisław Wisłocki, 1921年7月7日 - 1998年5月31日）は、ポーランドの指揮者。スタニスラフ・ヴィスロツキと表記されることもある。

## 経歴
ジェシュフ生まれ。パリのスコラ・カントルムでジョルジュ・シモニスに作曲と指揮、ルーマニアのティミショアラ音楽院でエミル・ミハイルにピアノを学び、ジョルジェ・エネスクの薫陶も受けた。1945年にポーランド室内管弦楽団を組織し、1947年からポズナニ・ナショナル交響楽団の首席指揮者となり、1958年まで務めた。1961年から1967年までワルシャワ・フィルハーモニー管弦楽団の常任指揮者を歴任したあと、1978年から1984年までポーランド放送交響楽団の首席指揮者を務めた。
指揮法の指導者として、1948年にポズナニ音楽院の講師となった後、1955年にワルシャワ音楽院の講師に転出し、1958年には同音楽院の指揮法の主任教授として後進の指導に当たった。主な弟子に、ヤツェク・カスプシクらがいる。
1959年にスヴャトスラフ・リヒテルとの共演で録音した一連のレコードはよく知られる（特にラフマニノフのピアノ協奏曲第2番は名高い）。
ワルシャワで死去。